# Иван Афанасиев
Иван Филипович Афанасиев (1916 – 17 август 1975 г.) – гвардейски капитан, ветеран от Великата отечествена война, участник в битката при Сталинград. През октомври-ноември 1942 г. – командир на гарнизона на къщата на Павлов.

## Биография
Роден в село Воронежская, Уст-Лабински район, Екатеринодарски отдел на Кубанска област (съвременен Краснодарски край). 
Призван е в Червената армия от Сочинския ГВК на 18 октомври 1941 г.
От юни 1942 г. служи като командир на картечен взвод. Участва в битките при Харков. През юни 1942 г. отделна мотострелкова бригада, в която служи И. Афанасиев, води отбранителни битки при Купянск и Двуреченск (Украйна). На 21 юни 1942 г. по време на битка в района на Конопляни е ранен и евакуиран в болница в Острогожск (Воронежка област). По време на бързото настъпление на нацистките войски през лятото на 1942 г. в южна посока, от Острогожск, с другар на име Василий Ерин, Афанасиев отива в посока Поворино (съвременна Воронежска област), където пристигат на 24 юни. В същия ден Афанасиев и Ерин са откарани от железопътната гара Сталинград в болница в село Тракторозаводцев, разположено в северната част на града. Те са изписани от болницата в началото на юли 1942 г. От транзитния пункт Иван Афанасиев и Василий Ерин са изпратени в 169-а пехотна дивизия, чийто щаб се намира в района на Харабалей (област Астрахан, на около 250 км от Сталинград)..
На 18 септември 1942 г. Афанасиев и неговият взвод са зачислени в пехотна рота. В Капустин Яр (Астраханска област), разположен на 100 км от Сталинград, военният персонал се прехвърля от влаковете на превозни средства, които пристигат за подкрепления и се насочват към Красная Слобода, откъдето са транспортирани до Сталинград.

## Сталинградска битка
След преминаване от Красная Слобода към Сталинград пристигащите войници са посрещнати от офицер от 3-ти пехотен батальон на 42-ра гвардия, 13-и гвардейски стрелкови полк, стрелкова дивизия „Соловьов“, който ги довежда до щаба, разположен близо до брега в една от сградите на дирекцията на НКВД (съвременен адрес: ул. „Маршал Чуйков“ 43). Командир на 42-ри пехотен полк е полковник Иван Павлович Елин. Общо 13 редници и 3 офицери пристигат в 42-ри полк заедно с Афанасиев. Третият батальон заема отбрана в района на къщите на управлението на НКВД, ул. „Солнечная“ (улица, кръстена на 13-а гвардейска дивизия), площад „9 януари“ и северно от него, в района на съвременната улица „Наумова“ (на името на командира на 7-а стрелкова рота Иван Наумов). Афанасиев е изпратен като командир на взвод в седма рота, която по това време се командва от старши лейтенант Иван Наумов, а взводът се командва от старши сержант и командир на картечарско отделение Иля Воронов. Командирът на 7-а рота Иван Наумов и неговите войници държат отбраната на мелницата Грудинин (Герхард). Взводът, когато Афанасиев пристига, има петима души и една картечница.
На 30 септември 1942 г. за командир на гарнизона на къщата, станала по-късно известна като Къщата на Павлов, е назначен лейтенант Афанасиев, който няколко дни по-рано влиза в къщата с трима войници. Въпреки непрекъснатите атаки на немската пехота, поддържана от танкове и въздушни удари, гарнизон от защитници на къщи под командването на лейтенант Иван Афанасиев задържа къщата на Регионалния потребсоюз на улицата „Пенза“ от 1 октомври 1942 г. до началото на общото настъпление на съветските войски – 19 ноември 1942 г. Защитата на къщата продължава 58 дни.
До средата на октомври 1942 г. коректировчици на огъня от 13-а гвардейска дивизия успяват да установят връзка между гарнизона и ротния командир Наумов, който се намира в сградата на мелницата. В същото време гарнизонът получава подкрепления от минохвъргачки с две ротни 50-мм минохвъргачки, водени от младши лейтенант Чернишенко и трима картечари (Мурзаев, Мосиашвили и Турдиев).
През нощта на 24 срещу 25 ноември 1942 г. гарнизонът на къщата е в две групи от северната и южната част на площада. На 9 януари той участва в нападението срещу „млечната къща“ (днес Домът на офицерите на Волгоградския гарнизон).
Къщата е превзета при нощно нападение. Командирът на ротата Наумов е убит, много са ранени, включително Яков Павлов и Шаповалов. На разсъмване, с първите слънчеви лъчи, германците започват контраатака на „млечната къща“. През деня – още три. До вечерта на 25 ноември в мандрата остават девет бойци. Картечарът Иля Воронов получава ранявана от двадесет и пет фрагмента, но продължава да се бие, защитавайки „млечната къща“; Афанасиев е тежко ранен в резултат на силна експлозия.
До вечерта на 26 ноември 1942 г. Афанасиев е евакуиран в полева евакуационна болница № 4184.
На 29 декември 1942 г. Афанасиев е изписан от болницата и същия ден се връща в частта си. След завръщането си в батальона Афанасиев получава картечен взвод (този път състоящ се от две отделения).
До 15 януари 1943 г. 42-ри гвардейски стрелкови полк прехвърля позициите си на други части и се премества в района на завода „Червен октомври“ и Мамаев курган, където на 16 януари заема отбрана. Следобед на 18 януари 1943 г. Афанасиев отново е ранен в битка, в района на завода „Червен октомври“, по време на атаката срещу Мамаев курган.

## След Сталинградската битка
След като е ранен, Иван Афанасиев е евакуиран в болница в Ленинск (Среднеахтубински район, Волгоградска област). В началото на май 1943 г. Афанасиев е изписан от болницата.
След битката при Сталинград, по време на Орловско-Курската операция, Афанасиев се бие в района на селата Верхня Ридан, Коптево, Волобуево, Гнездилово и село Глинка. През декември 1943 г. 25-а ТБР води упорити битки близо до Киев в района на Фастов, Малин, Корастишев. Танковата битка за селото и гара Чеповичи продължава три дни. Впоследствие той се бие при Новоград-Волинск, Дубно, Ровно, Лвов, Краков, Бреслау, Котбус и Берлин.
Той посреща победата близо до Прага (Чехословакия) като част от 3-та танкова армия, прехвърлена от Берлин за освобождението на Прага, където боевете продължават до 11 май.

## След войната
През есента на 1951 г. Афанасиев се оттегля от армията и се установява със семейството си в Борисоглебск (Воронежка област). В началото на 60-те години той се премества във Волгоград и след като губи зрението си, работи в предприятие, където работят слепи хора.
През 1957 г. градският изпълнителен комитет на Сталинград кани Афанасиев „да отпразнува 14-ата годишнина от поражението на нацистките нашественици край Волга“. По време на пристигането си в града Афанасиев се среща с другари войници. С тях Афанасиев посещава къщата, която е защитавал през октомври-ноември 1942 г.
През февруари 1958 г. защитниците на къщата се срещат отново. На срещата идват и Яков Павлов със Златната звезда на герой, както и бившият командир на батальон Виктор Дронов.
В резултат на контузия, получена по време на войната, през 1951 г. Иван Афанасиев губи зрението си, което е частично възстановено след операция, извършена през февруари 1964 г. във Волгоград. Той продължава да събира информация, да общува с роднини на войниците, воювали в Сталинград, и да пише за защитата на къщата на Павлов.
Поради нараняване и хоспитализация лейтенант Афанасиев и неговото командване на гарнизона на Павловата къща от 1 октомври до 19 ноември 1942 г. са забравени. Кореспондентите от първата линия, които пишат за подвига на защитниците на тази къща, не знаят кой всъщност ръководи защитата. Поради факта, че сградата е обозначена на картите като „Къщата на Павлов“, това е името, наречено на сержант Павлов, който е удостоен със званието Герой на Съветския съюз през юни 1945 г. Лейтенант Афанасиев не е предложен за званието Герой на СССР от командването.
Директорът на Държавния музей на отбраната на Царицин-Сталинград на името на Йосиф Сталин Надежда Михайловна Шевцова, заедно с ветераните, изпраща документи в Москва с петиция за удостоявана на Иван Филипович Афанасьев със званието Герой на Съветския съюз и да награди останалите защитници на Дома на войнишката слава с ордени, но отговор на петицията така и не е получен от Москва. И. Ф. Афанасиев не е удостоен със званието „Почетен гражданин на града“.
В следвоенния период, благодарение на други защитници на къщата на Павлов, името на командира става публично достояние. Самият Афанасиев се премества в Сталинград след войната. Въпреки проблемите си със зрението той успява да напише мемоари, както и да си кореспондира с други защитници на Дома на войнишката слава, както го нарича самият Афанасиев, който става автор на едноименната книга, която диктува, докато е сляп. Книгата „Дом на войнишка слава“ с предговор от командира на 13-а гвардейска стрелкова дивизия генерал-полковник Александър Родимцев е издадена от московското издателство ДОСААФ (Добровольное общество содействия армии, авиации и флоту) в края на 1970 г.
На 15 октомври 1967 г., при откриването на паметника на ансамбъла на Мамаев курган, в кортеж от ГАЗ-69, заедно с Константин Недорубов, Василий Ефремов и придружен, който доставя факла с Вечния огън на бронетранспортьор от Площада на падналите борци до Мамаев курган През 1970 г., заедно с Константин Недорубов и Василий Зайцев, той полага капсула с послание към потомците, която ще бъде открита на 9 май 2045 г., на стогодишнината от Победата над Третия райх.
На 18 септември 2013 г. във Волгоград, в къща № 43, където Иван Афанасиев е живял от 1958 до 1975 г. на улица „Советская“, е монтиран портрет на Афанасиев, който показва, че Афанасиев, като старши по ранг и длъжност, организира и командва гарнизона на Дома на войнишката слава (Къщата на Павлов).
Писателят и историк Юрий Михайлович Беледин в книгата си „Осколка в сердце“ доказва, че командирът на отбраната на прочутия Дом на Павлов (Дом на войнишка слава) е Иван Афанасиев.

## Смърт
Иван Филипович Афанасиев умира на 17 август 1975 г. и е погребан на Централното (Дмитровско) гробище във Волгоград. Въпреки това в завещанието си той сочи, че би искал да почива с войниците, с които е защитавал Сталинград на Мамаев курган. На 22 юни 2013 г. Иван Афанасиев е препогребан в мемориалното гробище Мамаев курган.